# Above the Law (película)
Above the Law (también conocida como Nico: Above The Law, o simplemente, Nico) es una película de 1988 dirigida por Andrew Davis, conocida no solo por ser el debut en el cine de Steven Seagal, sino por ser la primera película en tratar el  recién acontecido escándalo Irán-Contra.

## Argumento
El sargento Nicola «Nico» Toscani (Steven Seagal) es un detective del departamento de policía de Chicago. Nacido en Palermo (Sicilia), emigró con su familia a los Estados Unidos a los siete años de edad. Durante su adolescencia se interesó por las artes marciales, por lo que viajó a Japón para estudiar con los maestros.
En 1969 a la edad de 22 años, Nico es reclutado para la CIA por el agente Nelson Fox (Chelcie Ross), y sirve en Operaciones Especiales en Vietnam y Camboya durante 1973, donde se involucró en operaciones encubiertas en la frontera durante la Guerra de Vietnam.
Disgustado al ver que Kurt Zagon (Henry Silva), uno de sus superiores, aprovecha el ambiente de la guerra como oportunidad para hacer dinero con negocios de drogas, Nico abandona la agencia. Quince años más tarde, en 1988, Nico se encuentra establecido en Chicago trabajando como policía y ha formado una familia con su esposa Sara (Sharon Stone) y el hijo de ambos, Giuliano Nicola.
Nico y su compañera Delores «Jacks» Jackson (Pam Grier), quien está próxima al retiro, investigan una conexión de droga y acaban deteniendo a dos de los implicados, los salvadoreños Tony Salvano (Daniel Faraldo) y su compañero Chi Chi, además de encontrar C-4 (explosivos plásticos).
Poco después, en un vuelco de los acontecimientos, los narcotraficantes arrestados son liberados por agentes federales. A Nico se le advierte que cese con sus investigaciones, y luego el cura amigo de Nico es asesinado en un atentado con una bomba durante una misa. A mitad de la noche, Fox llama a Nico y le aconseja cambiar de lugar a su familia lo antes posible, ya que su entorno se encuentra en grave peligro.
Nico continúa sus propias pesquisas, provocando que su casa sea allanada y él mismo sea suspendido de la fuerza, debiendo devolver su placa y su arma reglamentaria. Más tarde, Nico se entera de que los narcotraficantes que había hecho detener están involucrados con Zagon, quien sigue en la CIA. Zagon planea usar dinero de la venta de drogas para financiar una invasión a Nicaragua. El senador Ernest Harrison (Joe D. Lauck) está al tanto de algunos detalles de este plan, y está a punto de revelarlos a la opinión pública.
Nico también descubre que el atentado en la iglesia fue instigado por Zagon, quien planea también asesinar al senador Harrison, por lo que decide actuar contra él.

## Reparto
| Actor                     | Personaje                           | Notas         |
| ------------------------- | ----------------------------------- | ------------- |
| Steven Seagal             | Sargento Nicolo "Nico" Toscani      |               |
| Pam Grier                 | Detective Delores "Jacks" Jackson   |               |
| Henry Silva               | Agente Kurt Zagon                   |               |
| Ron Dean                  | Detective Lukich                    |               |
| Sharon Stone              | Sara Toscani                        |               |
| Gene Barge                | Detective Henderson                 |               |
| Chelcie Ross              | Nelson Fox                          |               |
| Ronnie Barron             | Bartender de la CIA                 |               |
| Nicholas Kusenko          | Agente del FBI Neeley               |               |
| Gregory Alan Williams     | Agente del FBI Halloran             |               |
| Jack Wallace              | Tío Branca                          |               |
| Metta Davis               | Rosa Toscani                        |               |
| Toni Fleming              | Abuela Zingaro                      |               |
| Michelle Hoard            | Lucy, prima de Nico                 |               |
| Christopher Peditto       | Alex, el proxeneta                  |               |
| Cheryl Hamada             | Watanabe                            |               |
| Ralph Foody               | Empleado federal                    |               |
| Joseph Kosala             | Teniente Fred Strozah               |               |
| Thalmus Rasulala          | Delegado super intendente Crowder   |               |
| Joe Greco                 | Padre Joseph Gennaro                |               |
| Henry Godinez             | Padre Tomasino                      |               |
| India Cooper              | Hermana Mary                        |               |
| Joe D. Lauck              | Senador Ernest Harrison             |               |
| Clare Peck                | Jueza Roberta Alspaugh              |               |
| Danny Goldring            | Ayudante de Zagon                   |               |
| Daniel Faraldo            | Bautista "Tony" Salvano             |               |
| Miguel Nino               | "Chi Chi" Ramon                     |               |
| Rafael González           | Carlos Abandano, Abogado de Salvano |               |
| Juan Ramírez              | Hombre machete                      |               |
| Nydia Rodriguez Terracina | Mujer bomba                         |               |
| Lee de Broux              | Interrogador de la CIA              |               |
| Patrick Gorman            | Interrogador de la CIA              |               |
| Michael Rooker            | Hombre en bar #1                    |               |
| Gene Harline              | Hombre en bar #2                    |               |
| John C. Reilly            | Matón en el bar                     | No acreditado |
| Mark Boone Junior         | Hombre en la ventana                | No acreditado |

## Producción
En esta película Steven Seagal supervisó en persona la elección de cada una de las armas que aparecen en ella.

## Lanzamientos
| País                                                                          | Fecha de estreno                   |
| ----------------------------------------------------------------------------- | ---------------------------------- |
| Alemania                                                                      | Jueves 7 de julio de 1988          |
| Argentina                                                                     | Jueves 18 de agosto de 1988        |
| Australia                                                                     | Jueves 27 de octubre de 1988       |
| Austria                                                                       | Viernes 8 de julio de 1988         |
| Bélgica                                                                       | Miércoles 14 de septiembre de 1988 |
| Belice · Costa Rica · El Salvador · Guatemala · Honduras · Nicaragua · Panamá | Miércoles 5 de octubre de 1988     |
| Bolivia                                                                       | Martes 1 de noviembre de 1988      |
| Brasil                                                                        | Jueves 27 de octubre de 1988       |
| Chile                                                                         | Viernes 7 de octubre de 1988       |
| Colombia                                                                      | Jueves 6 de octubre de 1988        |
| Corea del Sur                                                                 | Sábado 21 de octubre de 1989       |
| Dinamarca                                                                     | Viernes 12 de agosto de 1988       |
| Egipto                                                                        | Lunes 1 de mayo de 1989            |
| España                                                                        | Viernes 26 de agosto de 1988       |
| Estados Unidos · Canadá                                                       | Viernes 22 de abril de 1988        |
| Filipinas                                                                     | Miércoles 2 de noviembre de 1988   |
| Finlandia                                                                     | Viernes 17 de febrero de 1989      |
| Francia                                                                       | Miércoles 17 de agosto de 1988     |

| País                | Fecha de estreno                 |
| ------------------- | -------------------------------- |
| Grecia              | Viernes 14 de octubre de 1988    |
| Hong Kong           | Jueves 16 de marzo de 1989       |
| India               | Viernes 24 de febrero de 1989    |
| Israel              | Viernes 30 de septiembre de 1988 |
| Italia              | Viernes 29 de julio de 1988      |
| Japón               | Sábado 8 de octubre de 1988      |
| Malasia             | Jueves 6 de octubre de 1988      |
| México              | Jueves 17 de noviembre de 1988   |
| Noruega             | Jueves 6 de octubre de 1988      |
| Nueva Zelanda       | Viernes 23 de septiembre de 1988 |
| Países Bajos        | Jueves 15 de septiembre de 1988  |
| Perú                | Jueves 3 de noviembre de 1988    |
| Portugal            | Viernes 16 de septiembre de 1988 |
| Puerto Rico         | Jueves 4 de agosto de 1988       |
| Reino Unido Irlanda | Viernes 18 de noviembre de 1988  |
| Singapur            | Jueves 29 de septiembre de 1988  |
| Sudáfrica           | Viernes 19 de agosto de 1988     |
| Suecia              | Viernes 18 de noviembre de 1988  |
| Suiza               | Viernes 23 de septiembre de 1988 |
| Tailandia           | Sábado 22 de octubre de 1988     |
| Taiwán              | Sábado 1 de octubre de 1988      |
| Uruguay             | Jueves 29 de septiembre de 1988  |
| Venezuela           | Miércoles 12 de octubre de 1988  |

## Recepción
La película se estrenó el 8 de abril de 1988 en los Estados Unidos y se estrenó el 26 de agosto de 1988 en España. Tuvo éxito en taquilla. También causó a que Steven Seagal pudiese despegar en su carrera como actor hasta el punto de casi convertirse en uno de los grandes actores de las películas de acción.
Adicionalmente la obra cinematográfica recibió muchas críticas positivas, aunque también algunas negativas debido a su «falta de originalidad» (Hal Hinson del Washington Post). Otros opinaron que «contiene 50 % más guion del que necesita, pero permite crecer en áreas que no se han desarrollado en thrillers de acción» (Roger Ebert, Chicago Sun-Times). Rotten Tomatoes le dio un 62 %, uno de los pocos filmes de Seagal con esa puntuación (60 % o más).